# 瓦达卡赖凯埃兹帕杜盖
瓦达卡赖凯埃兹帕杜盖（Vadakarai Keezhpadugai），是印度泰米尔纳德邦Tirunelveli县的一个城镇。总人口17317（2001年）。

## 人口
该地2001年总人口17317人，其中男性8718人，女性8599人；0—6岁人口2150人，其中男1122人，女1028人；识字率64.55%，其中男性为75.12%，女性为53.83%。